# Vũ Cẩn
Vũ Cẩn hoặc Vũ Cận(1522-?), tự Đôn Phu (hoặc Thuần Phu, Thuần Phủ), là danh thần triều Mạc và triều Lê Trung hưng trong lịch sử Việt Nam.

## Tiểu sử
Vũ Cẩn sinh năm Nhâm Ngọ (1522) đời Lê Chiêu Tông (ở ngôi: 1516-1522) tại làng Lương Xá, huyện Lang Tài, tỉnh Bắc Ninh .
Năm Bính Thìn (1556) đời Mạc Phúc Nguyên (ở ngôi: 1546-1561), ông thi đỗ Tiến sĩ, được bổ chức quan, trải đến chức Tả thị lang bộ Hộ.
Tháng Chạp năm Canh Thìn (tháng 1 năm 1581) đời Mạc Mậu Hợp (ở ngôi: 1562-1592), ông được cử làm Phó sứ đi tuế cống nhà Minh (Trung Quốc). Khi về nước, ông được thăng Thượng thư bộ Hộ, tước Xuân Giang hầu .
Sau khi nhà Mạc chạy lên Cao Bằng, ông ở lại tiếp tục làm quan (vẫn được giữ nguyên chức tước cũ) dưới triều Lê Trung hưng .
Vũ Cẩn mất năm nào không rõ.
Ông là em ruột Đình nguyên Hoàng giáp Vũ Cảnh, và là chú ruột Trạng nguyên Vũ Giới .

## Sự nghiệp văn chương
Vũ Cẩn để lại tập Tinh thiều kỷ hành (Ghi chép hành trình trên cỗ xe sứ giả), gồm 2 quyển, và 100 bài thơ chép trong Toàn Việt thi lục do Lê Quý Đôn biên tập.
Phần lớn thơ ông đều là những bài tức cảnh sinh tình trên còn đường đi sứ, giống như những thiên bút ký đường dài ghi lai tâm trạng tha hương của một sứ giả. Nhiều bài có cảm hứng mới mẻ, lời trang nhã, tình cảm thuần hậu .
Trích giới thiệu một bài:
| Phiên âm Hán-Việt: Kinh Lĩnh trung tác Dịch biển vân: "Dũ lĩnh phân xuân", giáp đạo đa tùng thụ, tiền đáo Mai Quan thượng hữu Quải Giác tự, hữu Tức Kiên đình . Dũ Lĩnh phân xuân thị Lĩnh Trung, Phong cương tự cổ thuộc Nam Hùng . Nhật hy tùng kính long âm dược, Tuyết tễ Mai Quan mã tích thông. Quải Giác tự cao lăng bách Hán, Tức Kiên đình hạ dẫn thanh phong. Việt thiên vạn lý hồi đầu vọng, Phiếu diểu vân gian ngũ đóa hồng. | Dịch nghĩa: Qua Lĩnh Trung cảm tác Trạm có biên đề: "Dũ lĩnh phân xuân", có nghĩa là núi Dũ chia xuân, cạnh đường có nhiều cây thông, phía trước mai Quan có chùa Quải Giác và đình Tức Kiên. Chia xuân Dũ Lĩnh là Lĩnh Trung, Bờ cõi từ xưa thuộc phủ Nam Hùng. Mặt trời soi vào đường thông như rồng bóng rồng nhảy rỡn, Tuyết lạnh, dấu ngựa suốt Mai Quan. Chùa Quải Giác cao ngất trên tầng mây, Dưới đình Tức Kiên gió hây hẩy thổi, Ngoảnh đầu lại trông về đất Việt xa vạn dặm, Chỉ thấy năm đóa hồng trong làn mây thăm thẳm. |

## Sách tham khảo
- Trần Văn Giáp, Tìm hiểu kho sách Hán Nôm. Nhà xuất bản Khoa học xã hội, 2003.
- Bùi Duy Tân, mục từ: "Vũ Cẩn" trong Từ điển văn học (bộ mới). Nhà xuất bản Thế giới, 2004.
- Trần Thị Băng Thanh (chủ biên), Văn học thế kỷ XV-XVII, mục từ: " Vũ Cẩn ". Nhà xuất bản Khoa học Xã hội, 2004.